# Vic Watson
Pour les articles homonymes, voir Watson.
Victor Martin Watson (né le 10 novembre 1897 à Girton, Cambridgeshire – mort le 3 août 1988 à Girton, Cambridgeshire) est un joueur de football anglais qui a principalement joué pour  West Ham United.

## Biographie
Watson qui évolue au poste d'avant centre, joue 505 fois pour West Ham entre 1920 et 1936. Le club londonien a recruté le joueur en provenance de Wellingborough pour 50£.
Vic Watson est le meilleur buteur de l'histoire du club avec 326 buts. Il marque une fois six buts, lors d'une victoire 8-2 à domicile contre Leeds le 9 février 1929, en inscrit quatre à trois occasions et réalise 13 triplé pour West Ham.
Watson obtient deux sélections internationales pour l'Angleterre en 1923 auxquelles s'ajoutent trois autres lors de l'année 1930. Il inscrit 4 buts sous le maillot de l'Angleterre avec un doublé contre l'Écosse lors du British Home Championship 1930.
Il passe ensuite une saison (1935-36) avec Southampton avant de prendre sa retraite sportive. Lors de cette saison, il est le meilleur buteur du club avec 14 buts en 36 matchs de championnat joués.
Il meurt en août 1988 à l'âge de 90 ans.

## Palmarès
West Ham United FC
- Meilleur buteur du Championnat d'Angleterre de football (1) :
  - 1930: 41 buts.
- Finaliste de la FA Cup (1) :
  - 1923.